# سوزان فيغا
سوزان فيغا (بالإنجليزية: Suzanne Vega)‏ مواليد 11 يوليو 1959 في سانتا مونيكا، كاليفورنيا، الولايات المتحدة، هي مغنية وكاتبة غنائية ومنتجة أسطوانات أمريكية بدأت مسيرتها الفنية عام 1982. كما أنها من الفائزات بجوائز الغرامي.

## وصلات خارجية
- الموقع